# Каліфорнії

Мексика в 1847 році. Верхня Каліфорнія зафарбована жовтим, Нижня Каліфорнія — синім

21°43′01″ пн. ш. 99°46′32″ зх. д. / 21.71683° пн. ш. 99.77557° зх. д.
Каліфо́рнії (ісп. Las Californias, англ. The Californias) — землі на північному заході віце-королівства Нова Іспанія.
У XVII столітті місіонери-єзуїти стали засновувати в цих місцях місії і хрестити індіанців. Іспанський уряд підтримував ці зусилля і розміщував там військові гарнізони, але цивільна влада залишалася в руках єзуїтів аж до розпуску ордену єзуїтів в 1768 році. В юридичних аспектах ці землі підпорядковувалися аудієнсії Гвадалахари.
У 1768 року Каліфорнії стали частиною Генерал-комендантство Внутрішніх Провінцій. У зв'язку з ростом іспанського населення в північній частині цих земель, в 1804 році Каліфорнії були розділені на Верхню (Alta) і Нижню (Baja) Каліфорнії. У зв'язку з низькою щільністю населення, після утворення в 1821 році незалежної Мексики вони стали територіями, а не штатами.
В результаті американо-мексиканської війни 1846—1848 років, за договором Гвадалупе-Ідальго Верхня Каліфорнія відійшла США, і нею стали керувати військові губернатори. Президент Джеймс Полк спробував у 1848 і 1849 роках провести через Конгрес закон про надання Верхній Каліфорнії статусу території, але не досяг успіху в цьому через суперечку про те, скільки в країні має бути рабовласницьких штатів і скільки — нерабовласницьких. Тому жителі західної частини Верхньої Каліфорнії самостійно обрали уряд, написали Конституцію і в 1849 році подали заявку на вступ до складу США як штату. В результаті було прийнято компроміс 1850 року, і Каліфорнія стала 31-м штатом США; решта Верхньої Каліфорнії увійшла до складу США як Територія Юта.
Територія Нижня Каліфорнія була в 1931 році розділена мексиканським урядом на дві частини: територія Північ Нижньої Каліфорнії і територія Південь Нижньої Каліфорнії. Північна частина в 1952 році була перетворена в штат Баха-Каліфорнія, а південна — в 1974 році в штат Баха-Каліфорнія-Сур.